# 334-та піхотна дивізія (Третій Рейх)
334-та піхотна дивізія (Третій Рейх) (нім. 334. Infanterie-Division) — піхотна дивізія Вермахту, що входила до складу німецьких сухопутних військ у роки Другої світової війни. Сформована 1942 році, з грудня 1942 до травня 1943 року билася у Туніській кампанії. 8 травня 1943 року розгромлена та капітулювала союзникам в районі Беджа. Вдруге відновлена літом 1943 року, відправлена на Італійський фронт, де билася до кінця війни. У квітні 1945 року залишки дивізії здалися американській 5-й армії в Доломітових Альпах.

## Історія

### 1-ше формування
334-та піхотна дивізія почала формування 25 листопада 1942 року як зведене з'єднання типу «Крімгільда» від XIII, XVII та XVIII військових округів на полігоні Графенвер. Незвично було, що її три полки (754-й, 755-й, 756-й) формувалися у трьох різних військових округах (754-й — XIII округ — Нюрнберг, 755-й — XVII округ — Відень, 756-й — XVIII округ — Зальцбург). До того ж дивізія складалася з двох піхотних полків (754-го та 755-го) та гірського піхотного полку (756-го). З моменту формування дивізія призначалася для ведення бойових дій у Північній Африці. У січні 1943 року 334-ту дивізію перекинули морем з Неаполя в Африку і включили до складу 5-ї танкової армії в Тунісі. Перші підрозділи 754-го піхотного полку прибули до Бізерти наприкінці грудня 1942 року під командуванням командира дивізії оберста Фрідріха Вебера, решта дивізії прибула до 15 січня 1943 р.
У січні 1943 року разом з 10-ю танковою дивізією та дивізією «фон Мантойффель» вони успішно захищали північну частину Тунісу під час так званої «гонки до Туніса». У період з лютого по березень дивізія вела бої в північних туніських горах і залишалася постійно задіяною, зазнаючи серйозних втрат через серію жорстоких і кривавих боїв, які дорого коштували дивізії. 334-та піхотна дивізія брала участь у штурмі Джебель Менсон. Наприкінці квітня 1943 року тактична група «Gruppe Audorff» дивізії брала участь в атаці на височини Меджаз-ель-Баб. У ході запеклих боїв 334-та дивізія була відокремлена разом з добровольчою організацією «Африканська фаланга» режиму Віші від решти німецько-італійської групи армій. 8 травня 1943 року частини дивізії здалися військам союзників у районі Беджа, за кілька днів до падіння Тунісу.

### 2-ге формування
3 червня 1943 року на півдні Франції в Бордо почалося повторне формування 334-ї піхотної дивізії. Цього разу всі солдати прибували з XIII військового округу (Нюрнберг). 20 жовтня 1943 року генерал-лейтенант Вальтер Шеллер прийняв дивізію, яку перевели до Італії, після приблизно 3 місяців інтенсивної підготовки. З'єднання включили до LXXVI танкового корпусу групи армій «С» з дислокацією в секторі 10-ї армії на узбережжі Лігурії в районі Генуї. На початку 1944 року дивізія входила до складу LI гірського корпусу в районі на південь від Пескари до лінії Густава між Орсоньєю та Гуардіагреле на схід від масиву Маджелла.
Частини дивізії брали участь у боях біля Понтекорво в битві при Монте-Кассіно поблизу русел річок Лірі та Сакко. Після прориву союзниками лінії Густава дивізія відійшла до Умбрії. На лінії Тразімено (або лінії Альберта) 334-та піхотна дивізія утримувала позиції на південний захід від Кастільйоне-дель-Лаго на озері Тразімено. В перших числах липня 1944 року після розгрому німецької оборони на лінії Тразімено дивізія брала участь в ар'єргардних боях у Валь ді К'яна та на Пратомайо на південь від Ареццо. Потім дивізія повернулася в Геную для відпочинку та доукомплектування.
З кінця липня до кінця серпня 1944 року 334-та дивізія дислокувався в районі Реджелло-Пелаго на південний схід від Флоренції і виконувала функції з антипартизанської боротьби. Наприкінці серпня її перевели на північ від Прато. В жовтні дивізія у складі XIV танкового корпусу брала участь в оборонних боях в районі Болоньї, маючи лише близько 2600 військовослужбовців. У квітні 1945 року залишки дивізії здалися американській 5-й армії в Доломітових Альпах.

## Райони бойових дій
- Німеччина (листопад — грудень 1942);
- Північна Африка (грудень 1942 — травень 1943);
- Франція (жовтень — листопад 1943);
- Австрія (листопад 1943 — квітень 1945).

## Командування

### Командири
1-ше формування
- генерал-лейтенант Фрідріх Вебер (нім. Friedrich Weber) (15 листопада 1942 — 15 квітня 1943);
- генерал-майор Фріц Краузе (нім. Fritz Krause) (15 квітня — 9 травня 1943);

2-ге формування
- генерал артилерії Гайнц Ціглер (нім. Heinz Ziegler) (травень — 29 жовтня 1943);
- генерал-лейтенант Вальтер Шеллер (нім. Walter Scheller) (29 жовтня — 27 листопада 1943);
- генерал-лейтенант Гельмут Бельке (нім. Hellmuth Böhlke) (27 листопада 1943 — 16 квітня 1945).

### Підпорядкованість
| Час              | Корпус                   | Армія                    | Група армій (округ)  | Штаб             |
| ---------------- | ------------------------ | ------------------------ | -------------------- | ---------------- |
| Перше формування |                          |                          |                      |                  |
| 1942             |                          |                          |                      |                  |
| грудень          | —                        | 5 ТА                     | —                    | Німеччина        |
| 1943             |                          |                          |                      |                  |
| 4 січня          | корпус Фішера            | 5 ТА                     | —                    | Північна Африка  |
| 2 лютого         |                          | 5 ТА                     | —                    | Північна Африка  |
| лютий            |                          | 5 ТА                     | Група армій «Африка» | Північна Африка  |
| травень          |                          | 5 ТА                     | Група армій «Африка» | Північна Африка  |
| Друге формування |                          |                          |                      |                  |
| липень           | формування               | 1 А                      | Група армій «D»      | Бордо            |
| листопад         | LXXXVII ак               |                          | Група армій «B»      | Генуя            |
| грудень          | LXXXVII ак               | 14 А                     | Група армій «C»      | Генуя            |
| 1944             |                          |                          |                      |                  |
| січень           | LI гк                    | 10 А                     | Група армій «C»      | Адрія, Пескара   |
| травень          | тактична група «Гаук»    | 10 А                     | Група армій «C»      | Адрія, Пескара   |
| червень          | LXXVI тк                 | 10 А                     | Група армій «C»      | Адрія, Пескара   |
| липень           | відновлення боєздатності | відновлення боєздатності | Група армій «C»      | Генуя            |
| серпень          | I парашутний корпус      | 14 А                     | Група армій «C»      | Флоренція        |
| жовтень          | LI гк                    | 10 А                     | Група армій «C»      | Болонья          |
| листопад         | XIV тк                   | 10 А                     | Група армій «C»      | Болонья          |
| 1945             |                          |                          |                      |                  |
| січень           | XIV тк                   | 10 А                     | Група армій «C»      | Болонья          |
| лютий            | I парашутний корпус      | 10 А                     | Група армій «C»      | Болонья          |
| квітень          | LI гк                    | 14 А                     | Група армій «C»      | Доломітові Альпи |

### Склад
| 1941                                   | 1943                       |
| -------------------------------------- | -------------------------- |
| 754-й піхотний полк                    | 754-й гренадерський полк   |
| 755-й піхотний полк                    | 755-й гренадерський полк   |
| 756-й гірсько-піхотний полк            | 756-й гренадерський полк   |
| 334-й артилерійський полк              |                            |
| 334-й інженерний батальйон             |                            |
| —                                      | 334-й фузилерний батальйон |
| 334-й розвідувальний батальйон         | —                          |
| 334-й протитанковий дивізіон           |                            |
| 334-й дивізійний батальйон зв'язку     |                            |
| —                                      | 334-й запасний батальйон   |
| 334-те дивізійне управління постачання |                            |

## Нагороджені дивізії
Нагороджені дивізії
|  | Кавалери Золотого Німецького Хреста                           | 12                                                      |
|  | Кавалери Лицарського хреста Залізного хреста з Дубовим листям | 1 (№ 716 генерал-лейтенант Гельмут Бельке — 25.01.1945) |
|  | Кавалери Лицарського хреста Залізного хреста                  | 7                                                       |